# Montot-sur-Rognon
Montot-sur-Rognon település Franciaországban, Haute-Marne megyében. Lakosainak száma 111 fő (2022. január 1.). Montot-sur-Rognon Roches-Bettaincourt, Reynel, Signéville és Vignes-la-Côte községekkel határos.

## Népesség
A település népességének változása:
| Lakosok száma | 146  | 115  | 114  | 111  | 125  | 131  | 125  | 120  | 112  | 111  |
|               | 1968 | 1990 | 2006 | 2011 | 2015 | 2016 | 2018 | 2019 | 2021 | 2022 |